# Schottenkonvent
Der Schottenkonvent war ein Kloster in der Kreisstadt Düren in Nordrhein-Westfalen.
Es sind nur wenige Unterlagen über den Konvent vorhanden. Heinrich, der Bürger und Glöckner der Stadt Düren war, verkaufte am 20. November 1333 dem Johannes, genannt Schotte, und seiner Mutter eine Rente, die auf dem Hause Winrici lag, welches oberhalb des Rathauses lag. Dieser Johannes war der erste Rektor der Sakramentskapelle vor dem Obertor. Sie war 1329 als Sühnekapelle gebaut worden. Am 8. Juli 1348 verkaufte Aleidis, Tochter des verstorbenen Anselmus Durst von Düren, dem Johann, genannt Schotte, ein neben der Kapelle gelegenes Grundstück. Johannes von Clure verkaufte dann am 20. Oktober 1355 der Familie Schotte in der Kempersgasse (Kämergasse) das Grundstück gegenüber dem Kirchhof. 
Der Name Schottenkonvent wird von Johannes Schotte hergeleitet. Früher wurden Konvente oft nach dem Gründer benannt.